# 線路設備モニタリング装置

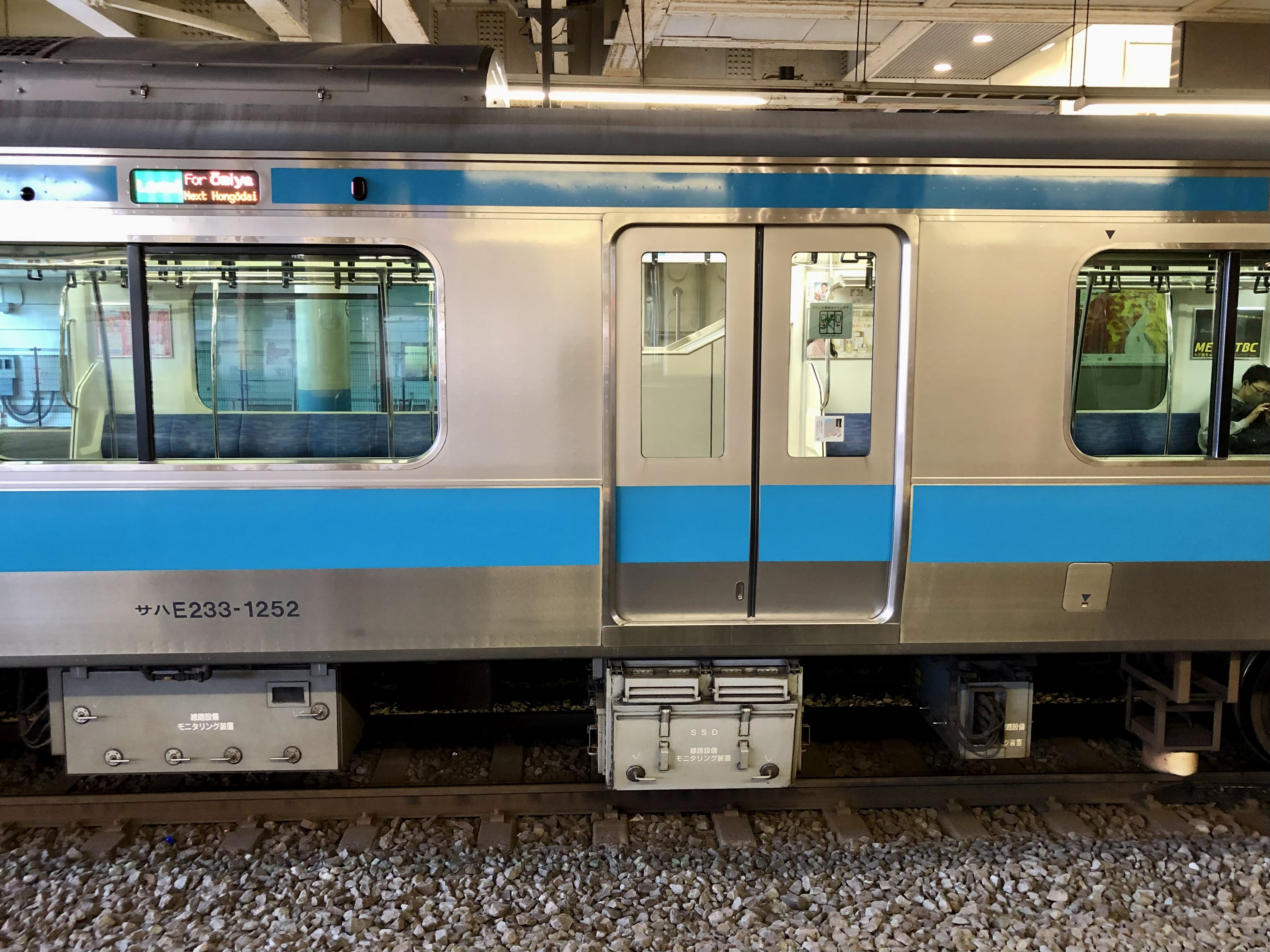
線路設備モニタリング装置（E233系1000番台）

線路設備モニタリング装置（せんろせつびモニタリングそうち）は、東日本旅客鉄道（JR東日本）の通勤用電車に導入されている、「軌道材料モニタリング装置」と「軌道変位検測装置」で構成され、あらかじめ営業用電車に設置して、営業運転と同時に線路状態を確認できる装置。
取り付け作業等に関しては、車両製造も手掛ける総合車両製作所が行った（一部車両は、JRの車両センターにて行われている）。
また、例外で特急用電車の651系にも搭載されている。

## 導入区間
- JR東日本：50線区以上[4]
- 東京地下鉄（東京メトロ）：千代田線[4]、南北線[4]、半蔵門線[4]、副都心線[4]、東西線[5]、有楽町線[5]
- 小田急電鉄：小田原線[4][注釈 1]、多摩線[4]、江ノ島線[4]
- 東急電鉄：田園都市線[4]、東横線[4]、目黒線[4]、東急新横浜線[4]
- 東武鉄道：東上線[5]、日光線[5]、伊勢崎線（東武スカイツリーライン）[5]、野田線（東武アーバンパークライン）[5]
- 相模鉄道：相鉄本線[5]、相鉄いずみ野線[5]、相鉄新横浜線[5]
- IGRいわて銀河鉄道：全線[6]

## 設置車両

### 通勤用電車
- JR東日本E235系電車
- JR東日本E233系電車
- JR東日本E231系電車
- JR東日本E531系電車（3000番台）

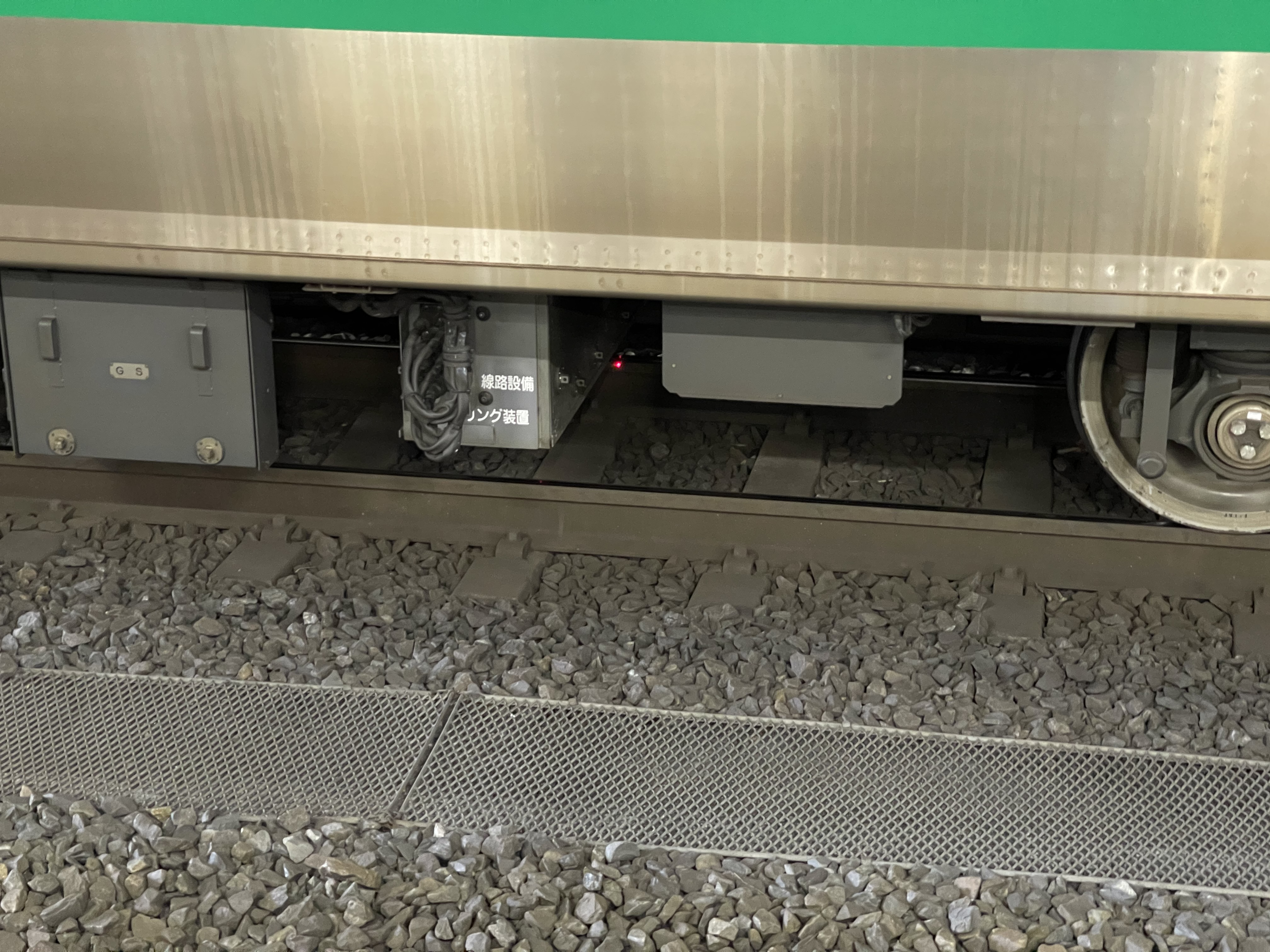
E721系1000番台線路設備モニタリング装置（P4-15編成）

- JR東日本E721系電車[7]（1000番台4編成）
- JR東日本701系電車[7]（0番台秋田車4編成）
- JR東日本209系電車 （2100番台C433編成、C603編成）
- 国鉄211系電車（高崎車、長野車）
- JR東日本E131系電車
- JR東日本E217系電車
- 国鉄205系電車[7]（仙石線3100番台2編成）
- 小田急5000形電車 (2代)[8]
- IGRいわて銀河鉄道IGR7000系[6]
- 東武80000系電車（みまモニ）

### 特急用電車
- JR東日本651系電車（OM204・205編成）